# Mahopac
Mahopac (inne używane nazwy to również Lake Mahopac i Mahopac Station) – jednostka osadnicza w Stanach Zjednoczonych, w stanie Nowy Jork, w hrabstwie Putnam. Populacja w 2020 roku wynosiła 8 932 osób.